# マイクロネット (ゲーム会社)
株式会社マイクロネット (英: Micronet Co., Ltd.) は、日本の北海道札幌市中央区に本社を置くソフトウェア開発会社である。札幌市に本拠を置くビッググループの1社。

## 概要
主に3DCGソフト・システムの開発やパソコンゲーム・インターネットサイトの2D/3Dサイト制作を行っている。
近年ではインテリアシミュレータやそのシミュレータ向けインテリアデータの製造、また、車載メータパネル向けのデジタル部品作成や、放送用のCGテロップシステムの制作を行っている。
スキージャンプの放送で用いられるVRラインの表示も、大倉山/宮の森で開催される大会についてはNHK以外の放送局ではマイクロネット開発のシステムが使用されていたが、2025年以降の中継は撤退した模様。
2019年頃よりグループ会社であるビッグが所有した賃貸マンションへ独自開発の顔認証による集合玄関の開錠システムの導入を進めており、2025年の時点で12棟のマンションへ顔認証開錠システムを提供している。

## 主な製品

### ツール
- 3Dアトリエ

### ゲーム
- ハーベスト　[PC-80][PC-88][X1][MZ-20]1983年
- ミルキーウェイ　[PC-80][PC-88][X1][MZ-15][MZ-20]1984年
- ヘリコイド　[PC-88][FM-7]1985年5月
- シツーカ(JU87A DSTUKA)　[X1][S1]1985年
- チャンピオンプロレススペシャル　[PC-88][X1]1985年10月 [PC-80][FM-7][MZ-20]1986年　セガ／サンリツ電気のアーケードゲーム「アッポー」の移植
- フリッキー　[PC-88][X1]1985年11月 [PC-80][FM-7][MZ-20][MSX]1986年　セガの同名アーケードゲームの移植
- ロボレス2001　[PC-88]1986年7月 [FM-7][MSX]1987年　セガの同名アーケードゲームの移植
- 麻雀狂時代スペシャル　[PC-88]1988年1月 [PC-98][FM77AV][MSX2]1988年　サンリツ電気のアーケードゲーム「麻雀狂時代」の移植
- ストーム　[PC-88]1988年3月 [PC-98]1988年11月
- たんば　[PC-88]1988年9月 [PC-98][FM77AV][MSX2]1989年　同名のボードゲームをパソコンゲーム化
- 極道陣取り　[PC-88]1988年12月 [PC-98][FM77AV][MSX2]1989年
- 麻雀狂時代スペシャルII 冒険篇　[PC-88]1989年10月 [PC-98][MSX2]1990年
- アウトロー水滸伝　[MSX2]1989年12月
- カース（英語版）　[MD]1989年12月
- ジャンクション　[MD]1990年11月 [GG]1991年2月　コナミ（後のコナミデジタルエンタテインメント）のアーケードゲーム「キューブリック」のアレンジ移植
- シーザーの野望　[MD]1991年2月
- 雷電伝説　[MD]1991年7月　セイブ開発のアーケードゲーム「雷電」の移植
- ヘビーノバ　[MCD]1991年12月　メガCDの同時発売ソフト
- シーザーの野望２　[MD]1992年5月
- ブラックホールアサルト　[MCD]1992年10月 [PCE]1995年6月　ヘビーノバの続編
- ザ・サード ワールド ウォー　[MCD]1993年11月
- リディック・ボウ ボクシング　[SFC]1993年11月 [GG]1994年1月
- バトルファンタジー　[MCD]1994年4月
- 麻雀狂時代 AVギャル制服編　[3DO]1994年7月
- ワンチャイコネクション　[SS]1994年11月（販売：セガ）
- ダイダロス (セガサターン)　[SS]1995年3月
- 麻雀海岸物語　麻雀狂時代 セクシーアイドル編　[SS]1995年8月
- 麻雀狂時代 コギャル放課後編　[3DO]1995年10月 [SS]1996年1月
- 麻雀狂時代 セブアイランド'96　[SS]1996年7月
- GOTHA イスマイリア戦役　[SS]1995年1月（販売：セガ）
- 闘牌伝アカギ　[PS][3DO]1996年1月
- GOTHA２ 天空の騎士　[SS]1996年3月 [PS]1996年7月（販売：コーエー（後のコーエーテクモゲームス））
- EOS イオス Edge of Skyhigh　[PS]1997年7月
- 蒼空の翼　-GOTHAWORLD-　[SS]1997年11月 [PS]1997年12月
- バーチャル麻雀　[SS]1998年3月 [STV]
- バーチャル麻雀II マイ・フェア・レディ　[SS]1998年12月 [STV]
- マリオネットハンドラー　[DC]1999年7月
- 平成麻雀荘　[DC]2000年10月
- マリオネットハンドラー2　[DC]2000年11月
- 本格麻雀 双竜　[Palm]
- 本格麻雀 双竜2　[Win][Mac][Palm]

## ビッググループ企業
- 株式会社ビッグ
- 株式会社ヒッグサービス
- 株式会社ビッグシステム
- 株式会社バイオエコーネット
- 株式会社ムラカミ商会
- 有限会社丸金アクティブ